# Лыбедь (легендарная личность)
Лы́бедь (др.-рус. и церк.-слав. Лыбѣдь) — в восточнославянской мифологии генеалогический герой, персонаж легенды об основании Киева, легендарная сестра трёх братьев — основателей Киева и легендарных родоначальников племени полян Кия, Щека и Хорива.

## Этимология
Ряд учёных считает легенду об основании Киева этимологическим мифом, призванным объяснить названия киевских местностей. Имена этих персонажей производны от киевских топонимов, а не наоборот. В частности, Лыбедь является персонажем, призванным объяснить название реки Лыбедь, притока Днепра. Данные персонажи рассматриваются как генеалогические герои, герои мифологического эпоса, связанные с началом мифологизированной исторической традиции.
Лингвист Макс Фасмер писал, что происхождение из лебедь невероятно. Предположительно, Лыбедь связано с праслав. *Lub, др.-рус. лыб-, «верх» (ср. лыбонь, «верхняя часть головы животного»), ср. название холма — Девичь-гора над рекой Лыбедь под Киевом. Имя собственное женского рода может восходить к др.-сканд. Ulfheiðr (женского рода), имени собственному, подобно тому, как Рогнѣдь производно из др.-сканд. Ragnheiðr.

## Мотив
Предание в «Повести временных лет» родственно мифологическому сюжету о трёх братьях и сестре: в русской сказке присутствует богатырша Белая лебедь, владеющая живой водой и молодильными яблоками, за которыми были посланы братья. Имя богатырши, возможно, образовано от первоначального Лыбедь под влиянием мифологического мотива превращения богатырши в птицу.

## В топонимике
Имя Лыбеди или реки Лыбедь отражено в большом числе топонимов в Киеве: станция метро «Лыбедская», улицы Лыбедская и Владимиро-Лыбедская. В старом Киеве существовали также улицы Набережно-Лыбедская (в настоящее время часть улицы Антоновича), Новолыбедская (ныне улица Романа Ратушного на Соломенке) и переулок Лыбедской (ныне Загородняя улица).